# Mortalité prénatale
La mortalité prénatale ou mortalité fœtale est l'ensemble des enfants décédés avant la naissance. L'Organisation mondiale de la santé la subdivise en mortalité fœtale précoce (avant la 20e semaine de durée de gestation), intermédiaire (entre 20 et 28 semaines) et tardive (mortinaissance après 28 semaines).
Son calcul se fait en comptant le nombre de décès intra-utérins durant une année donnée pour 1 000 naissances vivantes.